# Abhi
Abhi è un film indiano del 2003, diretto da Dinesh Babu.

## Colonna sonora
1. Puneeth Rajkumar – Mama Mama Maja Madu
2. Udit Narayan, Sowmya Raoh – Sum Sumne
3. Udit Narayan, Mahalakshmi Iyer – Ee Nanna Kannane
4. Rajkumar – Vidhi Baraha
5. Shankar Mahadevan, Chetan Sosca – Bittaku Guru